# Petar Šegrt
Petar Šegrt (Đurđevac, Yugoslavia, 8 de mayo de 1966) es un exjugador y entrenador de fútbol croata. Actualmente está sin club.

## Carrera como jugador
Como defensor, Šegrt comenzó su carrera absoluta en 1984 jugando para el FV Calw. También jugó para FV Plochingen, TSV Schwaikheim, SV Allmersbach, FC Walldorf y Waldhof Mannheim Amateure. Tras su primera lesión, mientras se recuperaba de la operación, empezó como entrenador junior del FV Calw, cuando solo tenía 17 años. Por su segunda lesión en la rodilla, tuvo que dejar de jugar en 1993, cuando tenía 27 años. El mismo año, Šegrt obtuvo la licencia de entrenador 'B' de la UEFA en Ruit, Alemania, y comenzó su carrera como entrenador.

## Carrera como entrenador
Después de cuatro años de trabajo honorario como entrenador juvenil en el club amateur FV Calw, Šegrt comenzó su carrera como entrenador profesional y trabajó para varios clubes en Alemania. En los clubes VfL Bochum y MSV Duisburgo trabajó como entrenador sub-19, como entrenador asistente del segundo equipo y también como parte del cuerpo técnico del primer equipo. En 2000, volvió al club donde una vez jugó SV Waldhof Mannheim en 2. Bundesliga para trabajar como entrenador asistente y como entrenador del segundo equipo. Después de obtener la UEFA Pro Licence en 2001, comenzó a trabajar como entrenador en algunos clubes profesionales en Austria como DSV Leoben, SV Ried y Wiener Sport-Club. En estos 14 años de experiencia como entrenador, Šegrt fue recordado como el entrenador que convirtió a muchos jugadores jóvenes en jugadores de la selección nacional y se ganó el apodo de "Arquitecto".

### Selección de Georgia
En 2006, Šegrt comenzó a trabajar como parte del equipo de entrenadores de la Equipo nacional de Georgia junto con Klaus Toppmöller. Entre 2006 y 2008, Petar Šegrt también aceptó el papel de entrenador de la selección nacional Sub-21 de Georgia, donde en muy poco tiempo desarrolló a más de 18 jugadores que jugaron o siguen jugando para Georgia. Con Šegrt como entrenador, la Georgia U21 logró uno de los mayores éxitos en la historia del fútbol de la selección nacional de Georgia con una victoria por 2-0 contra la Rusia U21 en la clasificación para la Eurocopa Sub-21 de 2007. Después de que Klaus Toppmöller dejara la Selección de Georgia el 1 de abril de 2008, Šegrt fue nombrado primer director técnico en la historia de la Federación Georgiana de Fútbol. También estuvo al frente de la Selección nacional de Georgia como entrenador principal en partidos amistosos contra Estonia y Portugal en mayo de 2008 antes de que la Federación Georgiana nombrara a Héctor Cúper como entrenador el 1 de agosto de 2008.
Además de sus habilidades como entrenador, Šegrt ganó gran popularidad en Georgia durante el conflicto bélico entre Georgia y Rusia en 2008, después de su famoso discurso en la plaza Rustaveli en Tiflis, donde prometió a los miles de georgianos reunidos que no abandonaría su país a pesar de la guerra. 
A fines de 2010, la Liga 1 de Indonesia invitó a Šegrt a ser parte y ayudarlos con su experiencia como entrenador y gerente para construir un nuevo club en el fútbol profesional de Indonesia con sede en Bali, por lo que Šegrt se acercó a Bali Devata que compitió en la Liga 2 de Indonesia. Después de que terminó su trabajo con Bali Devata, el mismo consorcio le ofreció un nuevo trabajo como entrenador del ex campeón de Indonesia PSM Makassar.

### PSM Makassar
En octubre de 2011, Šegrt fue nombrado entrenador del PSM Makassar. Después de solo una temporada en la Liga 1 de Indonesia, el croata desarrolló 10 nuevos jugadores nacionales de Indonesia, seis jugadores fueron invitados para la Selección de Indonesia y cuatro jugadores fueron invitados para el Equipo nacional sub-23 de Indonesia. Después del éxito que logró Šegrt esa temporada, en julio de 2012, las juntas directivas del club PSM Makassar le ofrecieron una extensión de contrato de 5 años, lo cual es muy poco común en los clubes indonesios.
Šegrt también tiene un récord invicto en casa en la Liga 1 de Indonesia, por primera vez para el PSM Makassar en 97 años de historia, aunque tenía el equipo más joven de la Liga con un promedio de 22 años. En diciembre de 2012, Šegrt lideró al equipo que ganó la Copa Walikota en Ternate. Ese fue el primer trofeo para PSM Makassar después de casi 12 años. Aunque tenía contrato hasta 2017, después de que su equipo ganara el partido en junio de 2013, Šegrt decidió dejar el club indonesio por motivos privados.

### Zvijezda Gradačac
Después de dejar el PSM Makassar, Šegrt fue candidato para entrenar a la selección nacional de fútbol de Indonesia. En septiembre de 2014, aceptó la oferta del club de la Liga Premier de Bosnia Zvijezda Gradačac. Aunque el croata llevó a Zvijezda a la mitad de la tabla, en abril de 2015 el club cambió de dirección y decidieron nombrar un nuevo entrenador. Esto terminaría siendo una mala decisión ya que el club descendería de la Liga Premier poco después de que Šegrt se fuera.

### Selección de Afganistán
En noviembre de 2015, la Federación de Fútbol de Afganistán anunció que designaron a Šegrt como nuevo entrenador.El croata prometió que utilizaría su experiencia y conocimiento para desarrollar el fútbol en Afganistán. Šegrt ganó seis de ocho partidos oficiales con Afganistán. Ganó cuatro partidos de la Copa del Sur de Asia y uno lo perdió en la prórroga contra India en la final por 1-2. En la clasificación para la Copa del Mundo de Rusia 2018, Šegrt perdió solo en Japón y ganó otros dos partidos. Logró el mayor éxito de Afganistán tras clasificarlo directamente a la Copa Asiática por primera vez en la historia del país. Después de eso, la Federación de Fútbol de Afganistán sorprendentemente decide nombrar un nuevo entrenador.

### Selección de las Maldivas
En marzo de 2018, la Asociación de Fútbol de las Maldivas firmó un contrato de dos años con Šegrt como entrenador. Ganó su primer partido oficial en las clasificaciones de la AFC con un contundente 7-0 contra Bután.Esa fue la primera victoria de Maldivas después de 288 días. En septiembre de 2018, Maldivas dio una gran sorpresa al ganar la Copa SAFF Suzuki 2018 en Bangladés contra todo pronóstico. En la final ganaron 2-1 contra la favorita India. Para Šegrt, esa fue la segunda final de la Copa Suzuki SAFF, ya que lideró a Afganistán hasta la final dos años antes. El 7 de enero de 2020, el croata y la asociación de Maldivas acordaron una rescisión del contrato de mutuo acuerdo.

### Selección de Tayikistán
El 27 de enero de 2022, la Federación de Fútbol de Tayikistán anunció a Šegrt como su nuevo entrenador. Con el croata, el país logró una hazaña histórica y se clasificó para la Copa Asiática 2023, que también es la primera aparición en una competencia de fútbol continental importante.El 16 de febrero de 2024, dejó su cargo de común acuerdo.

## Clubes

### Como jugador
| Club             | País     | Año       |
| ---------------- | -------- | --------- |
| FV Calw          | Alemania | 1984-1987 |
| FV Calw          | Alemania | 1989-1990 |
| TSV Schwaikheim  | Alemania | 1990-1991 |
| SV Allmersbach   | Alemania | 1991-1992 |
| FC Walldorf      | Alemania | 1992      |
| Waldhof Mannheim | Alemania | 1993      |

### Como entrenador
| Club                        | País                 | Año       |
| --------------------------- | -------------------- | --------- |
| FV Calw                     | Alemania             | 1983-1987 |
| DSV Leoben                  | Austria              | 2001-2003 |
| SV Ried                     | Austria              | 2003      |
| Wiener Sport-Club           | Austria              | 2004-2006 |
| Selección sub-21 de Georgia | Georgia              | 2006-2008 |
| Selección de Georgia        | Georgia              | 2008      |
| Bali Devata                 | Indonesia            | 2010-2011 |
| PSM Makassar                | Indonesia            | 2011-2013 |
| Zvijezda Gradačac           | Bosnia y Herzegovina | 2014-2015 |
| Selección de Afganistán     | Afganistán           | 2015-2017 |
| Selección de las Maldivas   | Maldivas             | 2018-2020 |
| Selección de Tayikistán     | Tayikistán           | 2022-2024 |